# Maiden Japan
Maiden Japan è il terzo EP del gruppo musicale britannico Iron Maiden, pubblicato il 14 settembre 1981 dalla EMI.
Si tratta dell'ultimo disco registrato con il cantante Paul Di'Anno, il quale sarebbe stato sostituito da Bruce Dickinson. Le versioni pubblicate negli Stati Uniti, Canada e Nuova Zelanda contengono il brano Wrathchild, assente nelle varie edizioni europee.

## Tracce
Lato A
1. Running Free – 2:48 (testo: Steve Harris, Paul Di'Anno)
2. Remember Tomorrow – 5:27 (testo: Steve Harris, Paul Di'Anno)

Lato B
1. Wrathchild – 2:52 (testo: Steve Harris) – presente solo nella versione pubblicata in Argentina, Australia, Brasile, Canada, Nuova Zelanda e Stati Uniti
2. Killers – 4:39 (testo: Steve Harris, Paul Di'Anno)
3. Innocent Exile – 3:44 (testo: Steve Harris)

## Formazione
- Paul Di'Anno – voce
- Dave Murray – chitarra
- Adrian Smith – chitarra, cori
- Steve Harris – basso, cori
- Clive Burr – batteria